# Rhizophora mucronata
Rhizophora mucronata е вид растение от семейство Rhizophoraceae.

## Разпространение
Видът е разпространен в Австралия, Бангладеш, Бруней, Вануату, Виетнам, Джибути, Египет, Еритрея, Йемен, Индия, Индонезия, Иран, Камбоджа, Кения, Коморски острови, Мавриций, Мадагаскар, Майот, Малайзия, Малдиви, Мианмар, Микронезия, Мозамбик, Обединени арабски емирства, Оман, Пакистан, Палау, Папуа Нова Гвинея, Провинции в КНР, Реюнион, Саудитска Арабия, Сейшели, Сингапур, Соломонови острови, Сомалия, Судан, Тайван, Тайланд, Танзания, Филипини, Шри Ланка, Южна Африка и Япония.